# سيابونغا سانغويني
دوكتور سيابونغا سانغويني (بالإنجليزية: Doctor Siyabonga Sangweni)‏ (مواليد 29 سبتمبر 1981 في إمباغيني) لاعب كرة قدم جنوب أفريقي يلعب حاليا لصالح نادي غولدن أروز الجنوب الأفريقي.

## روابط خارجية
- سيابونغا سانغويني على موقع الاتحاد الدولي (مؤرشف)  (الإنجليزية)
- سيابونغا سانغويني على موقع قاعدة بيانات كرة القدم.إي يو (الإنجليزية)
- سيابونغا سانغويني على موقع ناشيونال فوتبول تيمز (الإنجليزية)
- سيابونغا سانغويني على موقع Soccerway.com (الإنجليزية)
- سيابونغا سانغويني على موقع عالم كرة القدم.نت (الإنجليزية)
- سيابونغا سانغويني على موقع كووورة